# Helige aposteln Paulus katedral, Kavala
Helige aposteln Paulus katedral (grekiska: Ιερός Καθεδρικός Ναός Αποστόλου Παύλου) är en grekisk-ortodox katedral belägen i staden Kavala, i regionen Östra Makedonien och Thrakien, i östra Grekland.
Kyrkan är helgad åt aposteln Paulus och tillhör Metropolen Filippi, Neapolis och Thassos i Konstantinopels ekumeniska patriarkat, men administreras av Greklands kyrka.

## Historik
Byggandet av Helige aposteln Paulus katedral i Kavala började i början av 1900-talet och grundstenen lades 1905.